# Bordée
Ne doit pas être confondu avec Bordé.

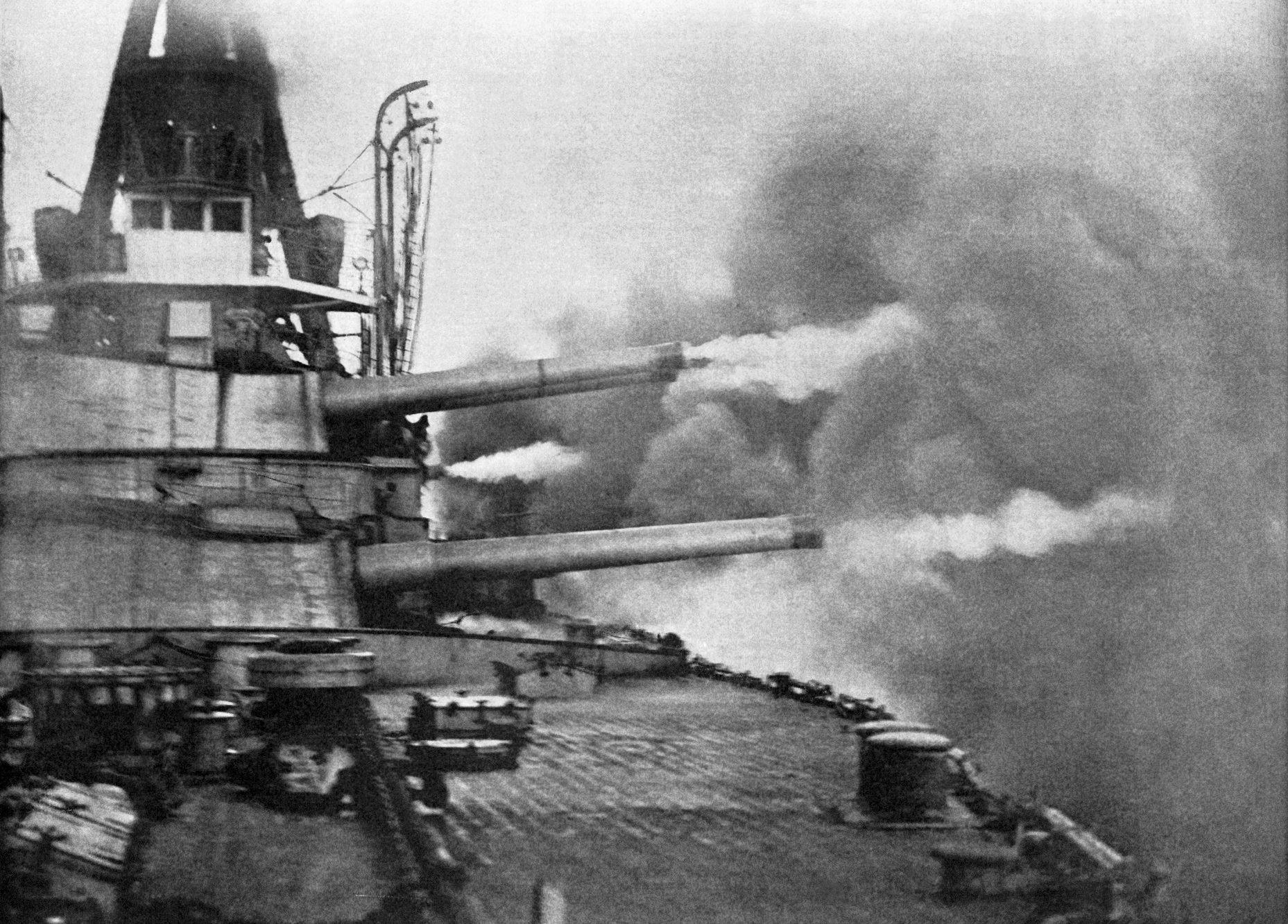
Bordée du dreadnought brésilien, le navire qui initia la course aux dreadnoughts en Amérique du Sud.

Une bordée, dans le langage maritime, possède plusieurs acceptions :
- c'est la route que fait un navire sur un certain cap. Lorsqu'il avance à la voile, celles-ci sont orientées dans un certain sens ; elles sont alors « bordées », ce qui a donné l'origine du terme. Dans la marine traditionnelle, chaque bordée était notée sur le "renard", permettant à l'officier de savoir quel cap avait été tenu, sous quelles amures et pendant combien de temps ;
- de ce fait, c'est aussi devenu la durée pendant laquelle une fraction de l'équipage alterne avec l'autre, soit pour le travail, soit pour le repos ;
- par extension, l’ensemble des personnes qui la composent s'appellent aussi la bordée (la bordée des tribordais et des bâbordais, la bordée de quart, la bordée de service, etc.) ;
- on appelle aussi bordée la décharge complète de toute l’artillerie qui est sur un même côté d'un navire de guerre. Une bordée d'enfilade, dans ce sens, est l'envoi du tir de tout un côté de batterie lancé sur l'arrière d'un ennemi de manière que les projectiles traversent tout le bâtiment dans la longueur. C'est sans doute le tir le plus dévastateur qu'un navire de guerre pouvait faire mais aussi l'un des plus difficiles à réaliser, la cible étant très petite.
- en dernier, c'est une sortie en ville des marins, généralement lors d'une escale, afin de ravitailler le navire en produits divers ou pour se détendre et s'amuser en groupe. Dans ce dernier cas, la bordée s'accompagnait la plupart du temps de beuveries, de bagarres et de débordements divers. La mauvaise réputation des marins auprès des "terriens" des villes d'escale vient sans doute de là, et rien d'autre ne le justifie, le rationnement d'alcool et la discipline étant de rigueur à bord, pour conserver la sécurité des matelots.

## Divers
- Une bordée (argot) est une absence illégale voire une débauche qui se prolonge. « Coupeau tira une bordée, cette nuit-là »[1] ;
- bordée de neige : un québécisme désignant des chutes de neige[2].